# August Potthast
Pour les articles homonymes, voir Potthast.
August Potthast (né le 13 août 1824 à Höxter, mort le 13 février 1898 à Leobschütz) était un médiéviste et un bibliothécaire prussien.
Il fit ses études à Paderborn, à Münster et à Berlin. Dans cette dernière ville il travailla comme bibliothécaire. On le connaît pour deux ouvrages de référence : Regesta Pontificum Romanorum (Actes des pontifes romains) 1198-1304 (Berlin, 1874-1895) et la Bibliotheca Historica Medii Aevi. Wegweiser durch die Geschichtswerke des europäischen Mittelalters bis 1500  (Bibliothèque historique du Moyen Âge. Guide à travers les ouvrages d'histoire du Moyen Age européen jusqu'en 1500) (1862, 2e éd Berlin, 1896), qui annonce son Repertorium Fontium Historiae Medii Aevi (Répertoire des sources de l'histoire du Moyen Âge). De 1874 à 1894, il fut bibliothécaire du Reichstag.
À Paderborn, une voie August-Potthast (August-Potthast-Weg) rappelle son souvenir.

## Œuvres
- Die Abstammung der Familie Decker - Rudolf Ludwig Decker -. R. v. Decker-Verlag, Berlin, 1863
- Geschichte der Buchdruckerkunst zu Berlin im Umriß, édité par Ernst Crous (de). Berlin (Verein Berliner Buchdruckerei-Besitzer) Büchsenstein, Berlin 1926, 113 S.
- Katalog der Bibliothek des Deutschen Reichstages, Verlag Puttkammer & Mühlbrecht, Berlin 1882, 1432 S.
- Leben des heiligen Gallus und des Abtes Otmar von Sanktgallen (traduction. A. Potthast), 1857 86 S.
- Geschichte der ehemaligen Cistercienserabtei Rauden in Oberschlesien, Verlag Bauer, Leobschütz, 1858, 308 S.
- Friedrich Wilhelm III. König von Preußen, Erinnerungsblätter [...], Verlag Decker, Berlin 1871 71 S.
- Initienverzeichnis zu August Potthast, Regesta pontificum Romanorum (1198-1304). Réunis par Hans Martin Schaller (de). 1978  (ISBN 3-921575-10-9)